# Elfin-Thymian
Der Elfin-Thymian (Thymus 'Elfin') ist eine um 1969 entstandene Thymian-Kulturform.

## Merkmale
Der Elfin-Thymian ist ein immergrüner, kompakter, kleine Polster bildender Halbstrauch, der Wuchshöhen von 1 bis 5 Zentimeter erreicht. Die Pflanze blüht nur selten, es werden nur wenige Blütentriebe gebildet. Die Blätter sind elliptisch, fleischig, kurz gestielt und messen 2 (selten 1,5 bis 3) × ungefähr 1 Millimeter. Der Kelch ist 2 Millimeter lang. Die oberen Kelchzähne sind breit dreieckig. Die Blütentriebe sind an 2 Seiten kahl, teilweise sind sie im unteren Abschnitt völlig unbehaart.
Die Blütezeit reicht von Mai bis Juli.

## Nutzung
Der Elfin-Thymian wird selten als Zierpflanze für Steingärten und Pflanzschalen genutzt.

## Belege
- Eckehart J. Jäger, Friedrich Ebel, Peter Hanelt, Gerd K. Müller (Hrsg.): Exkursionsflora von Deutschland. Begründet von Werner Rothmaler. Band 5: Krautige Zier- und Nutzpflanzen. Springer, Spektrum Akademischer Verlag, Berlin/Heidelberg 2008, ISBN 978-3-8274-0918-8.